# Canvas (Gewebe)

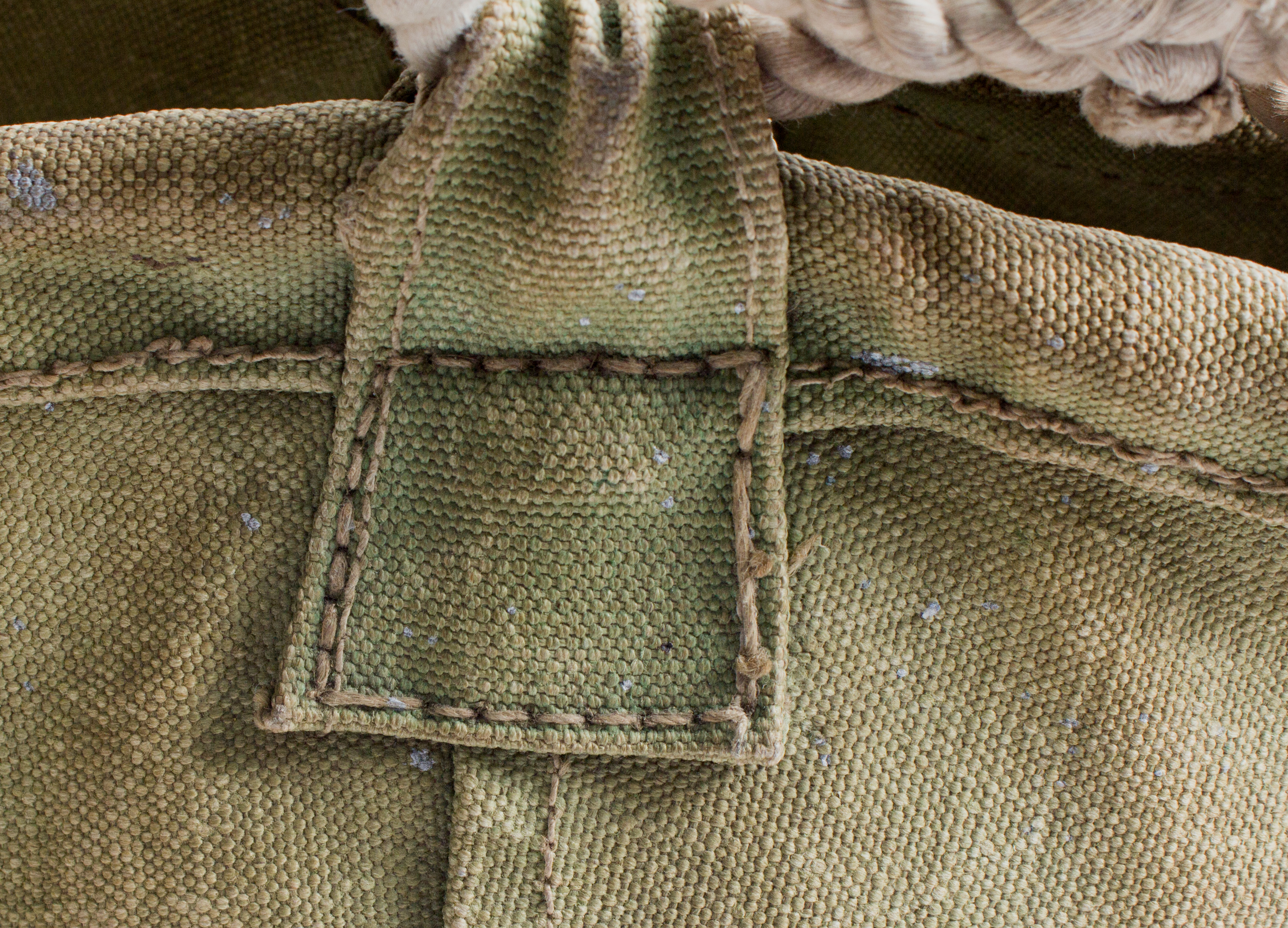
Eimer aus Canvas (Detail), hergestellt in London zur Zeit des Ersten Weltkriegs

Canvas, auch Canevas oder Duck genannt, war im 16. Jahrhundert ein grobes, festes Gewebe aus Hanf und/oder Leinen in Leinwandbindung, das für Segeltuch, Zelte und Leinwände verwendet wurde. Seit dem 19. Jahrhundert wird Canvas meist aus dickem Baumwollgarn und anderen Fasern hergestellt und gerne für Hosen, Jacken, Stoffschuhe und Rucksäcke eingesetzt.

## Etymologie
Der Begriff Canvas geht auf das angelsächsische canevaz des 14. Jahrhunderts und das altfranzösische chanevaz zurück, die sich wiederum aus dem lateinischen cannapaceus „aus Hanf“ und dem griechischen κάνναβις (Kannabis) ableiten. Zum weltweiten Begriff wurde Canvas durch die Vormachtstellung des Britischen Weltreichs sowie nach dem Zweiten Weltkrieg durch die weltweite Amerikanisierung.
Die englische Bezeichnung Duck stammt vom Holländischen (zeildoek: Segeltuch; doek: Tuch) und geht darauf zurück, dass früher Segeltuche in England aus Holland importiert wurden. Duck ist eine Canvas-Variante in Halbpanamabindung.

## Geschichte

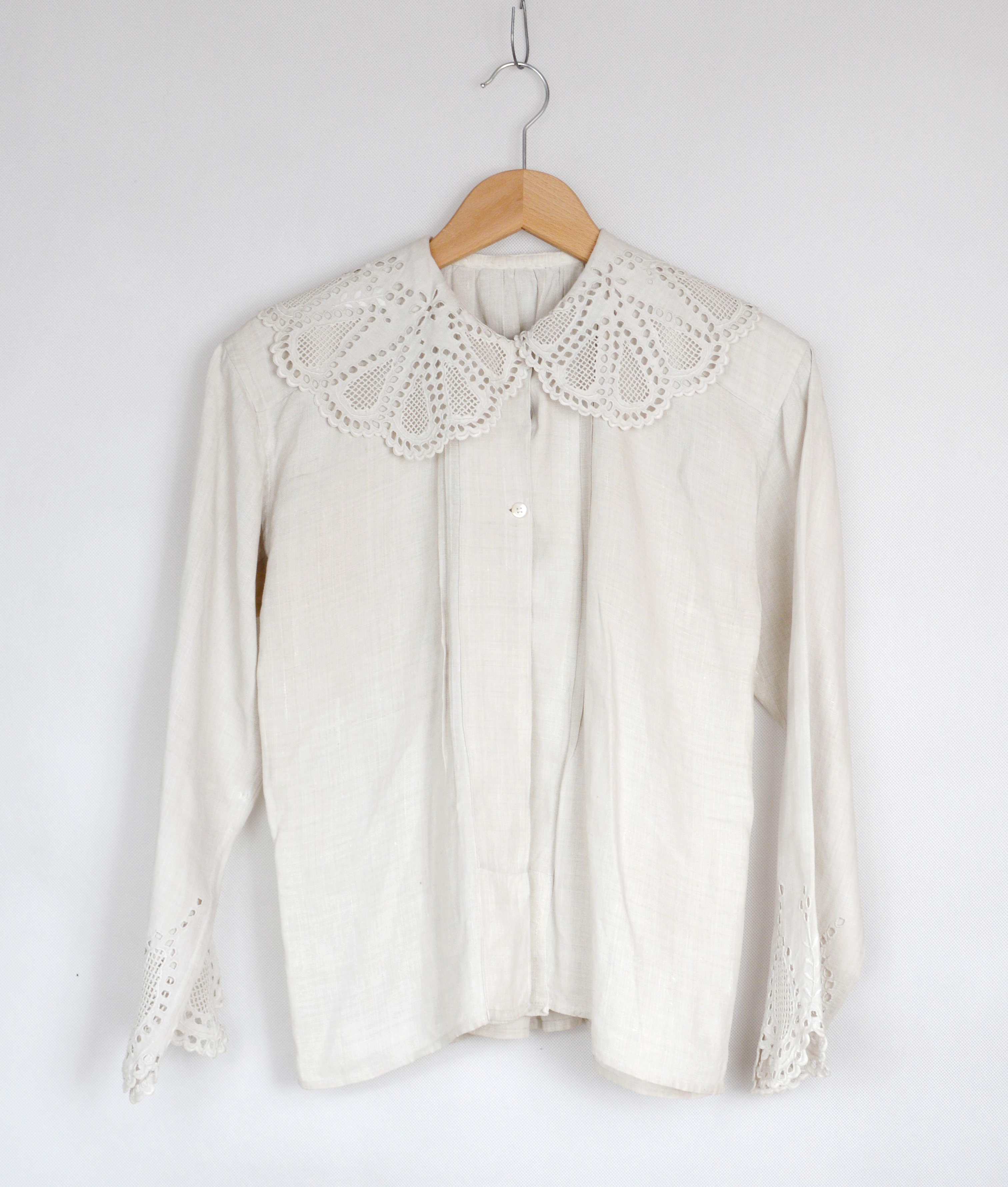
Damenhemd aus Canvas, Polen, frühes 20. Jahrhundert

Canvas fand im 16. Jahrhundert als grobes, haltbares Gewebe aus Hanf, Leinen oder als Mischgewebe in Leinwandbindung Verbreitung in Europa. Es zeichnete sich durch sein dickes Garn und seine feste Webweise aus. Über Jahrhunderte wurde es als Segeltuch eingesetzt. In gehobener Qualität konnte Canvas mit Seiden- und Metallfäden durchzogen sein und für Halskrausen, Manschetten und Hemden verwendet werden.
Ab dem 19. Jahrhundert, mit Aufkommen der Webmaschine, wurde Canvas auch aus Baumwolle, Jute, Werg und Mischungen davon produziert. In den 1870er Jahren verwendete Levi Strauss zunächst Baumwollcanvas für seine Hosen, ehe er die Denim-Jeans erfand. Auch der erste Schuh mit Gummisohle (Plimsoll) in den 1890er Jahren hatte einen Schaft aus Canvas, gewissermaßen der erste Sneaker, aus dem Keds entstand. Frühere Feuerwehrschläuche wurden auch aus Canvas gefertigt und die ersten Luftreifen wurden mit Canvas ummantelt.

## Material und Verwendung
Canvas wird heute aus Naturfasern wie Baumwolle, Hanf, Leinen, aber auch gemischt mit verschiedenen Kunstfasern wie Polyester, Copolymer (Polyacryl) hergestellt. Canvas wird je nach Anwendungsbereich gewoben, ausgerüstet, imprägniert oder auch beschichtet und sanforisiert.
Für spezielle Anwendungen, sowie in öffentlichen Bereichen und Gebäuden, stehen Stoffe zur Verfügung, die die gesetzlich geforderte Sicherheit im Bereich des Brandschutzes erfüllen. Derartige Stoffe sind gemäß der Norm DIN 4102 B1 schwer entflammbar imprägniert oder sind aus permanent schwer entflammbaren Materialien gefertigt.
Auch wird Canvas in unterschiedlichen Webarten produziert, in ursprünglicher Leinwandbindung (1 × 1), sowie auch in Halbpanama- (2 × 1), Panamabindung (2 × 2), sowie Ripstop.
Canvas wird wegen seiner Eigenschaften für sehr viele textile Anwendungen verwendet, teils stark appretiert. Als Verwendungszwecke gelten Zelte, Bekleidung, Persennings, Taschen bzw. Rucksäcke, Hüte, Falteimer etc. Als Segeltuch dient Canvas nicht nur für Schiffs-, Bootssegel, auch als Hauptwerkstoff für Boote in Leichtbauweise („Wood and Canvas“). Ferner dient Canvas als Lichtsegel (für Segelleuchten) und als Leinwand in der Malerei. Das weniger fest gewebte Textil für Stickereien wird im Deutschen hingegen Kanevas und Stramin genannt.

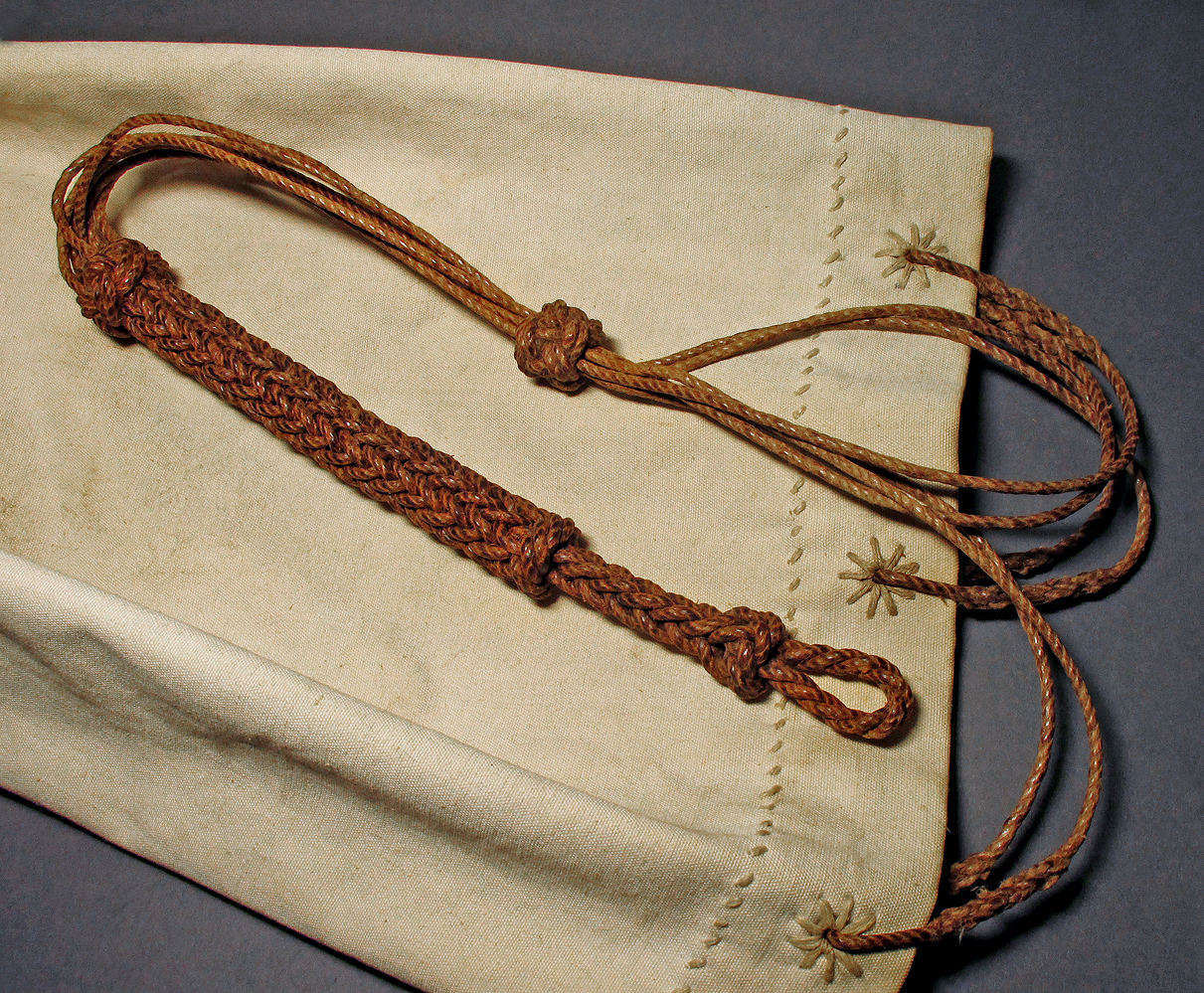
Seesack aus Baumwoll-Canvas
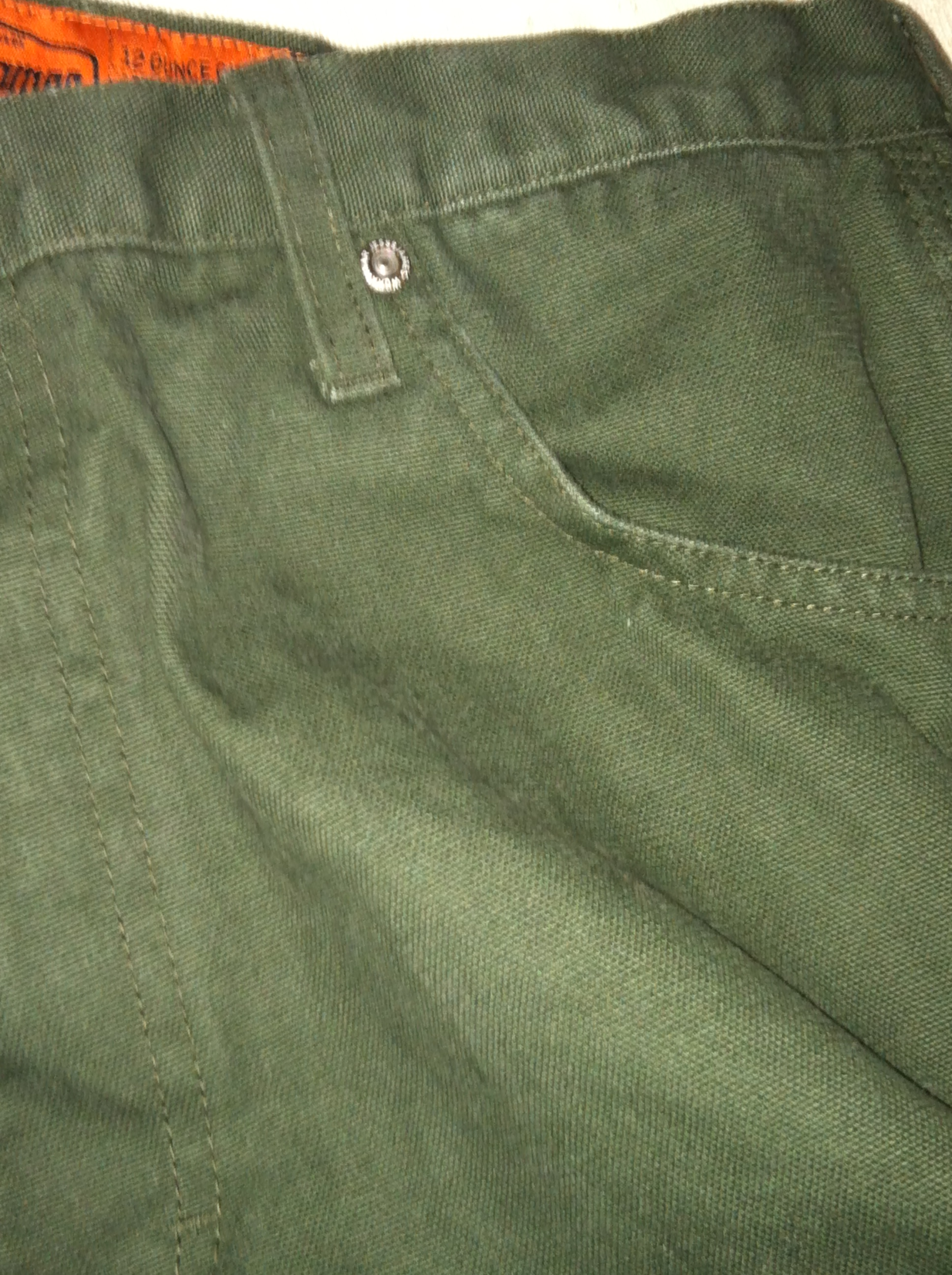
Baumwoll-Canvas-Hosen
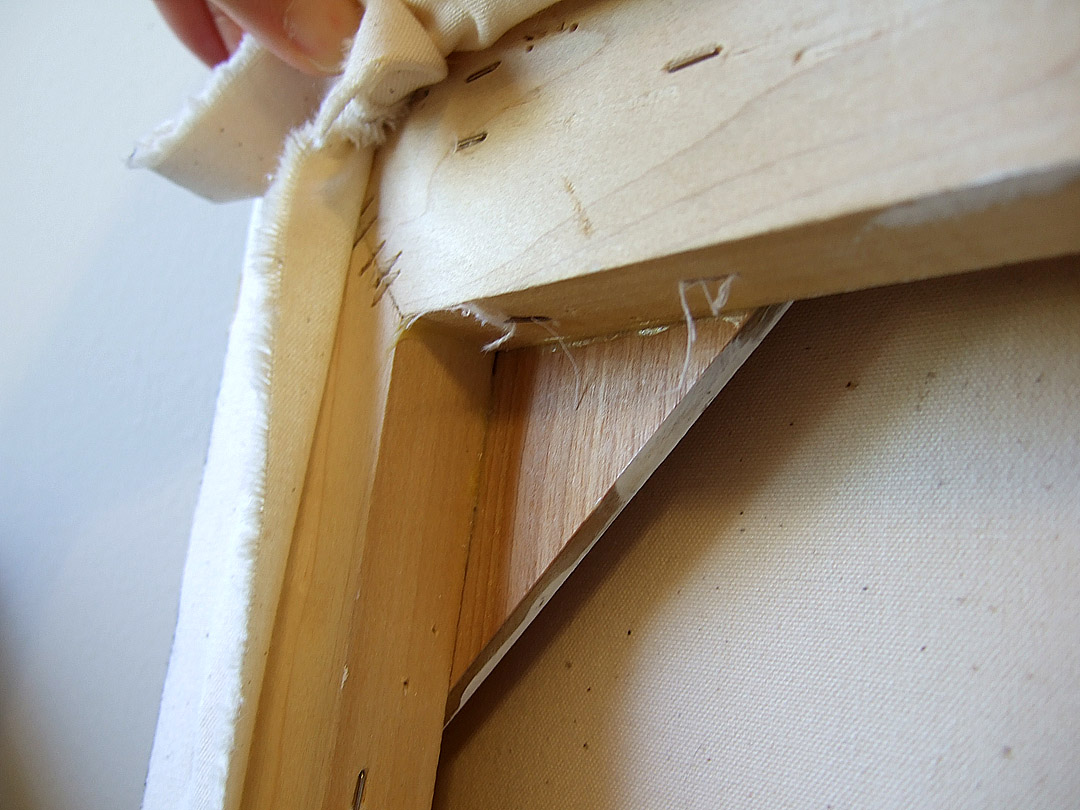
Canvas-Leinwand
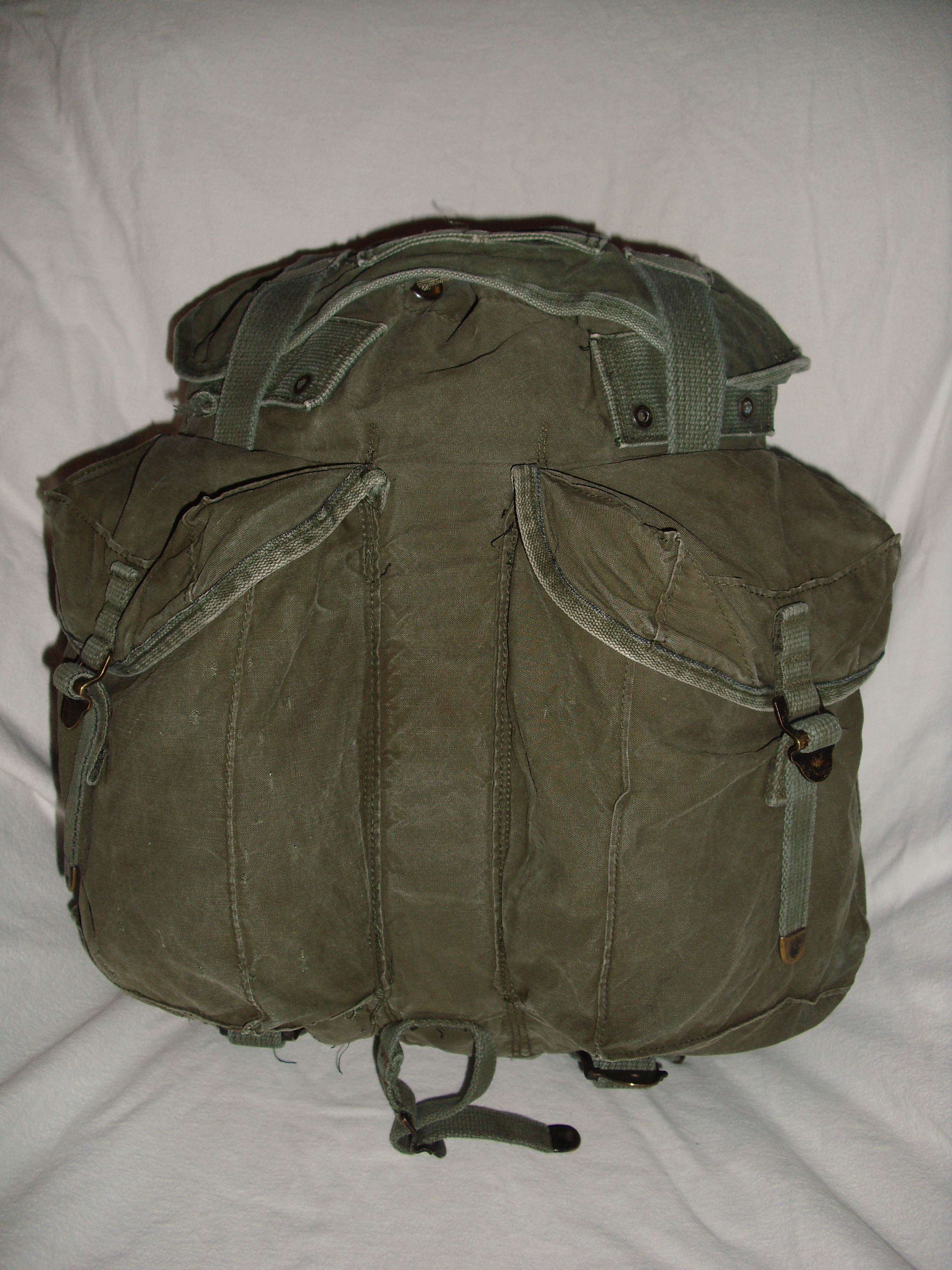
Canvas-Rucksack
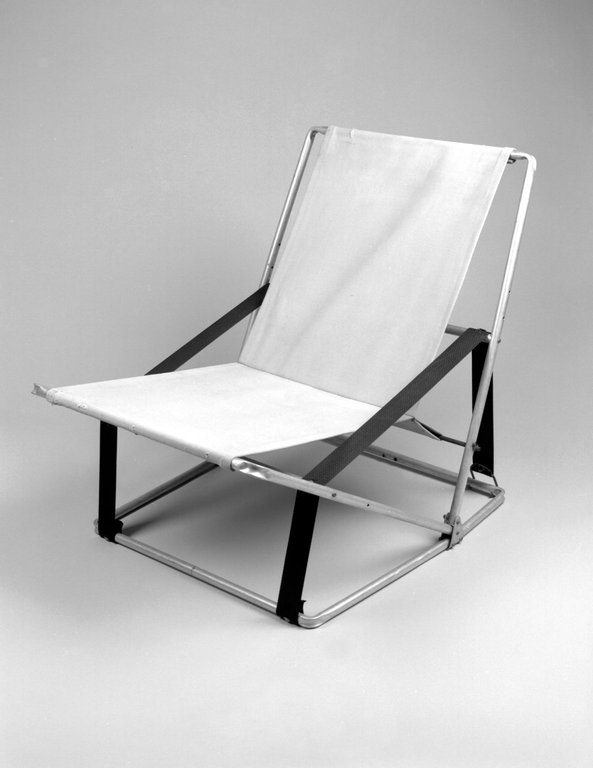
Faltbarer Stuhl mit Canvas-Sitzfläche

Canvas steht in unterschiedlichen Garnstärken zur Verfügung, die Garnstärke wird in Denier angegeben. Die Scheuerbeständigkeit wird in Martindale angegeben.
Ab welchem Gewicht Stoff als „Canvas“ gilt, ist nicht genau definiert, es liegt zwischen 6 oz./Sm. oz.; 257 g/m2, wenn man die Gewichtseinteilung des alten Maßsystems zugrunde legt und 7 oz./Quadratyard; 237 g/m2, was heute produziert wird (siehe unter Material). Ist das Gewicht tiefer, ist es eigentlich kein „Canvas“ im klassischen Sinn mehr, sondern Nesselstoff (hier ist nicht „echter Nesselstoff“ gemeint), Leinwand, Flugzeugstoff oder Ballonstoff.
Das Materialgewicht wird durch verschiedene Maße definiert:
| Gramm pro Quadratmeter – GSM, Unzen pro Quadratyard – GB oz. = 33,91 g/m2, sowie „Segelmacher-Unzen“ (Sailmakers Ounces – Sm. oz; US oz.) → Unzen pro „Segelmacher-Yard“ (= 36 Zoll × 28,5 Zoll = 914,4 mm × 723,9 mm) = 42,83 g/m2, dies entspricht 1,263 mal GB oz. Dabei gilt: 1 Unze = 28,35 Gramm; 1 Zoll = 2,54 cm; 1 Yard = 91,44 cm. |

| In Amerika werden die Stoffe nach einem alten System unterschieden, welches weiterhin in Verwendung ist. Es bezieht sich auf nicht vorbehandelte Baumwollstoffe - Ounce Duck: in „Segelmacher-Unzen“; 6–15 Sm.oz.; 257–642 g/m2 - Single filled: ungezwirnt, (2 × 1) gewoben, Schuss dicker als Kett. - Double filled: ungezwirnte Kette, gezwirnter Schuss, (2 × 1), Schuss dicker als Kett. - Army: gezwirnt, (2 × 2), (2 × 1) gewoben, feinere Fäden, leichter, dichter. - Number Duck: in Unzen pro („Linear Yard“; 22 Zoll); 7–18 oz.; 389–1000 g/m2, (wenn der Stoff noch schwerer ist, spricht man von Naught Duck; 19–24 oz.; 1055–1333 g/m2), gezwirnt, (2 × 2) gewoben. |

Anmerkung: Ein „Linear Yard“ bezieht sich auf eine ein Yard lange Stoffbahn von bestimmter Breite.